# Datorspelsåret 1976

## Händelser

### Oktober
- Oktober - Warner Communications köper Atari från Nolan Bushnell för $ 28 miljoner US-dollar. Bushnell stannar som ordförande.[1]

### November

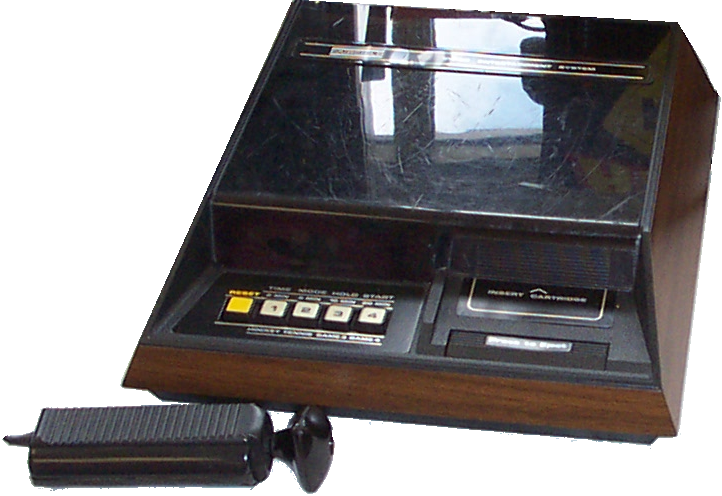
Fairchild Channel F

- November - Företaget Fairchild Semiconductor lanserar hemkonsolen "Fairchild Channel F"[2], den första videospelskonsol som använder spelkassetter.

### Okänt datum
- Coleco släpper Telstar, en konsolklon av Pong baserad på General Instruments AY-3-8500 mikrochip.[3]
- Radofin släpper spelkonsolen 1292 Advanced Programmable Video System i Europa.[4]
- Under arbetet i Stanford Artificial Intelligence Lab, upptäcker och utökar Don Woods Will Crowthers Adventure. Senare under året portar James Gillogly  Woods version från Fortran till programspråket C för Unix-baserade datorer.[5]

## Spel släppta år1976

### April
- April - Atari släpper Breakout (vars prototyp designades av Apple Computer-grundaren Steve Jobs och Steve Wozniak) till arkadhallarna.[1]

### Okänt datum
- Arkadspelet Death Race från företaget Exidy utlöser debatt kring våldsamma spel.[6]

## Födda
- 26 juli – Mateusz Skutnik, polsk speldesigner.
- 27 september – Matt Harding, amerikansk speldesigner.
- 15 oktober – Christian Allen, amerikansk speldesigner.
- 30 december – Rhianna Pratchett, brittisk spelskapare.

### Fotnoter
1. 1 2  Thomas, Donald A. Jr (2005). ”–1976–” (shtml). ICWhen.com. Arkiverad från originalet den 7 juli 2003. https://web.archive.org/web/20030707125726/http://www.icwhen.com/book/the_1970s/1976.shtml. Läst 18 februari 2006.
2. ↑  ”Timeline” (på engelska). Find Collectables. Arkiverad från originalet den 17 juli 2019. https://web.archive.org/web/20190717122441/http://www.fndcollectables.com/CHANNEL_F_INFO/U_S_/Time_Line/time_line.html. Läst 24 maj 2017.
3. ↑  Winter, David (2006). ”Coleco Telstar”. PONG-Story. http://www.pong-story.com/coleco_telstar.htm. Läst 18 februari 2006.
4. ↑  Hansen, Dale (2002). ”1292 Advanced Programmable Video System FAQ version APVS.01” (text). Arkiverad från originalet den 7 maj 2009. https://web.archive.org/web/20090507174647/http://www.digitpress.com/faq/1292faq.txt. Läst 18 februari 2006.
5. ↑  Adams, Rick. ”A history of 'Adventure'”. The Colossal Cave Adventure page. http://www.rickadams.org/adventure/a_history.html. Läst 17 februari 2006.
6. ↑  Gonzalez, Lauren. ”When Two Tribes Go to War: A History of Video Game Controversy / The Major Offenders”. GameSpot. http://www.gamespot.com/features/6090892/p-2.html. Läst 18 februari 2006.